# Silvio Giuseppe Mercati
Silvio Giuseppe Mercati (* 16. September 1877 in Villa Gaida; † 16. Oktober 1963 in Rom) war ein italienischer Byzantinist.

Sechstes von sieben Kindern des Tierarztes Domenico Mercati, absolvierte Giuseppe das Gymnasium L. Spallanzani in Reggio nell’Emilia. Dann studierte er zunächst 1896/1897 an der Accademia scientifico-letteraria in Mailand, an der Biblioteca Ambrosiana, an der bereits sein älterer Bruder Giovanni wirkte, entdeckte er seine Neigung zur Philologie. Es folgten Studienjahre an den Universitäten Neapel, Rom und Bologna. Seine tesi di laurea (Doktorarbeit) 1905 war den griechischen Versionen des Ephraim Syrus gewidmet. Mit einem Stipendium der Fondazione Villari ging Mercati 1907 für fünf Semester nach Deutschland, um in Göttingen Wilhelm Meyer und in München Karl Krumbacher zu hören. Bei seinen ersten Veröffentlichungen in der Byzantinischen Zeitschrift 1908 fügte er Silvio an seinen Namen Giuseppe an, um bei Schreibung nur mit Initialen eine Verwechslung mit seinem Bruder Giovanni, der in der BZ bereits veröffentlicht hatte, zu vermeiden. Ab 1915 zeichnete er seine Veröffentlichungen mit Silvio Giuseppe.
Er war von 1918 bis 1924 Professor für Byzantinische Literatur und Neugriechische Sprache am Pontificio Istituto Orientale, 1925 Professor für Griechische Literatur an der Universität Catania und von 1926 bis 1948 Professor für Byzantinische Philologie und Geschichte an der Universität Rom. Seine Bibliothek konnte aus dem Nachlass von Bruno Lavagnini für das Istituto Siciliano di studi bizantini e neoellenici in Palermo erworben werden.
Seine als Wissenschaftler bekannten Brüder waren Giovanni Mercati (1866–1957), Bibliothekar und Archivar der Heiligen Römischen Kirche, und Angelo Mercati (1870–1955), Präfekt des Vatikanischen Archivs von 1925 bis 1955.

## Veröffentlichungen
- S. Ephraem Syri opera, textum Syriacum, Graecum, Latinum ad fidem codicum recensuit prolegominis, notis, indicibus instruxit Sylvius Joseph Mercati, Rom 1915-
- Collectanea byzantina, 2 Bde., Bari 1970

## Festschriften und Literatur
- Silloge bizantina in onore di Silvio Giuseppe Mercati, Studi bizantini e neoellenici 9. Rom 1957
- In Memoria di Silvio G. Mercati. Rivista di studi bizantini e neoellenici N.S. 1. Rom 1964
- Paolo Vian: Mercati, Giuseppe (Silvio Giuseppe). In: Mario Caravale (Hrsg.): Dizionario Biografico degli Italiani (DBI). Band 73: Meda–Messadaglia. Istituto della Enciclopedia Italiana, Rom 2009.